# ンガプー・ンガワン・ジクメ

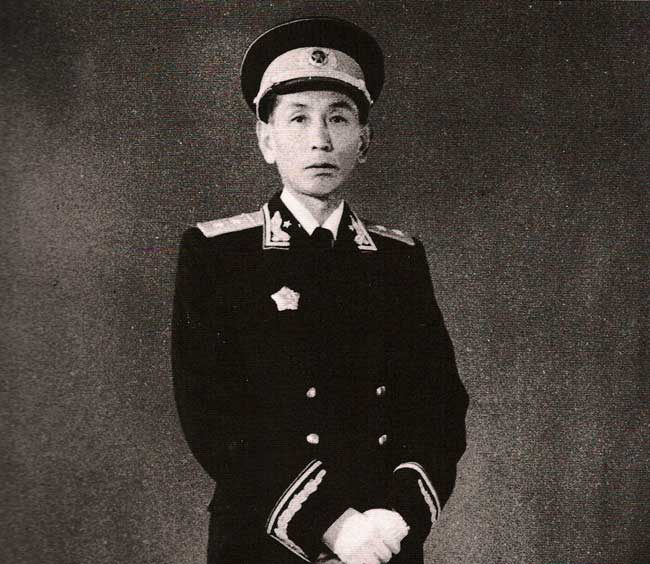
ジクメ

1951年5月、毛沢東とジクメ（右）

ンガプー・ンガワン・ジクメ あるいは アポ・アワン・ジクメー（中: 阿沛·阿旺晋美; 拼音: Āpèi Āwàngjìnměi; ワイリー方式：nga phod ngag dbang 'jigs med; 蔵文拼音：ང་ཕོད་ངག་དབང་འཇིགས་མེད་; 1910年2月1日 - 2009年12月23日）は、チベットの政治家。日本語文献では「アポ・アワン・ジグメ」、「アポ・アワン・ジクメ」、「アペイ・アワン・ジンメイ」、「ガプー」、等と表記されることもある。

## 略歴

### 若き日
ラサでチンギス・ハーンの子孫と伝えられるモンゴル系チベット貴族ホルカン家に生まれ、イギリスに留学している。1932年に学業を終えると、チベット軍に入る。1935年にNyapoi Cedan Zhoigar (Apei Caitan Zhouge、阿沛·才旦卓嘎)と結婚する。
1945年ツィポン（財務大臣）、1950年カロン（俗人大臣）兼ドチ（カムの知事）、さらにチベット陸軍の指揮官を兼務する。

### チベット侵攻
1950年1月1日、中国共産党はチベットの攻略計画をラジオ放送を通じて宣言した。それに対抗するため、カムの知事であるジクメは軍による国境警備を強化した。
1950年10月7日、張国華を司令官とする人民解放軍（中国軍）4万人が6ヶ所から東チベット攻略を開始した（中国のチベット侵攻開始）。8500人程の武装したチベット人が抵抗するがチャムドの戦いで敗れた。。ジクメは武器弾薬庫の爆破を命じ、それをきっかけにチャムドは大混乱に陥った。ジクメは高官の服装を平役人の服に着替え、逃亡を図った。ある僧院で部下400名を率いる部族長に抵抗を続けるよう要望されるが、ジクメは武器を捨てて投降するよう命じた。ジクメは10月17日に降伏を認め、人民解放軍の演出で「人民解放軍を歓迎するチベット僧」や「降伏調印書に署名するジクメ」の様子が撮影された。ジクメは投獄され、中国の牢獄で思想教育を受け、地域解放委員会の副主席に昇格した。その後のジクメは「中国の目的はチベット人民への奉仕である」と主張し、ラサ政府に交渉に応じるよう呼びかけた。
一方、この侵攻を受けて、チベット中央ラサでは11月7日にダライ・ラマ14世が即位、事態に対する本格的な対応を始めた。ラサ政府は2月に交渉役をチャムドに派遣、交渉は北京で続けられることになった。

### 十七か条協定
1951年4月、北京を訪れたチベット代表団を当時の中国首相周恩来が迎えた。交渉は、中国民族委員会主席の李維漢とジクメが進行した。しかしチベット政府がこの代表団に与えた権限は、「ガンデンポタン領に侵攻した中国軍の撤兵に関する交渉」であって、「中国政府に対しチベットが中国とは別個の独立国家であるという主張を取り下げる」あるいは「中国によるチベット併合に同意する」等の権限は与えられていなかったため、交渉は滞った。中国側代表は事前に合意文書（いわゆる十七か条協定）を用意しており、「合意が無ければ人民解放軍は侵攻を続ける」と最後通牒を突きつけて合意を強制し、5月23日にチベット代表団に署名させた。この時に使われたチベットの印は、中国側が偽造したものであるとされている。
1951年5月26日、ジクメは中国国際放送を通じて十七か条協定署名を海外に宣した。ダライ・ラマ14世は避難地ヤトンでそれを聞いて驚いた。まもなくダライ・ラマ14世の元にチベット、中国双方の関係者が訪れて、ラサ議会で協定を諮詢するよう求めた。ダライ・ラマ14世は周囲の僧達の希望もあって、ラサ帰還に合意した。
1951年9月の終わり、ラサ議会は十七か条協定合意の是非について話し合った。ジクメはこの時演説し「この協定でダライラマの権力はいささかも変わることがない。チベットの宗教、政治制度にも変更はない。議会はヒステリックにならず、病院、学校、道路といった毛沢東の与える文明の恩恵を受け入れるべきだ」と述べている。ラサ議会は十七か条協定合意を決定し、やや遅れてダライ・ラマ14世が協定に合意する旨の手紙を北京に送った。

### 中国への協力
ジクメは1952年に人民解放軍司令官張国華の第一補佐に任命されてからは、中国の手先のようにして働いた。1954年の終わり、ダライ・ラマ14世は全国人民代表大会の常務委員会副委員長に選ばれて全人代への出席と毛沢東と対談するため、北京を訪れた。この間、西藏自治区籌備委員会が設立された。初代主任委員にはダライ・ラマ14世、ジクメはチベットのカシャ（内閣）から準備委員会の書記長に選出された。
（以後の経歴は中国語版が詳しい）
1958年にはチャムドに端を発するチベットの大規模な反乱が起こる。1959年3月10日には「中国が観劇を口実にしてダライ・ラマ14世を拉致する」との噂が流れ、首都ラサでも暴動が起こる。ジクメはダライ・ラマの使いとして中国チベット軍区司令部に観劇を断る旨を伝えている。結局、この影響で1959年3月17日、カシャ（内閣）とツォンドゥ（議会）は公式に十七か条協定破棄を宣言し、ダライ・ラマ14世はインドへ亡命する。3月28日、中国の国家評議会はチベット地方政府を解散し、チベット自治区準備委員会の委員長にパンチェン・ラマ10世を、副委員長・事務局長にジクメを任命した。
1960年に中国はチベット貴族から土地を買い上げ、農民に与えた。ジクメからは44万7千元分の土地を買い上げ、第1回目の支払いとして4万8千元が支払われている。
1965年9月9日、形式的な選挙の後、中国はチベット自治区を発足させ、ジクメは人民委員会主席となった。
チベットにおける文化大革命は1966年5月に漢人紅衛兵約500人がラサにやってきたことから始まった。文化大革命ではチベット文化やチベット僧が弾圧されたが、当時のチベット政治家も攻撃され、ジクメもまた糾弾を受けている。

### 近年
1987年9月、ダライ・ラマ14世はアメリカ下院に受け入れられた。おそらくその影響で、中国政府は9月26-28日、「反社会的要素」があるとしてチベット人青年を処刑した。それに端を発してチベットで暴動が起こる。ジクメはパンチェン・ラマ10世とともに事態の沈静化を図るが、結局は中国軍の介入により、1988年にチベット・中国合わせて600名が死亡することで終結した。
1991年以降は北京に住んでおり、以降はチベットに戻っていない。1993年にチベット自治区人民代表大会常務委員会主任をやめてからは中国人民政治協商会議などで活動しており、2008年にも第11期副主席を務めている。
2009年12月23日、北京において99歳で死去。

## ンガプー・ンガワン・ジクメが登場する作品
映画
- セブン・イヤーズ・イン・チベット（1997年アメリカ映画、演：B・D・ウォン）